# Бодуэн де Куртенэ, София Ивановна
Софи́я Ива́новна Бодуэ́н де Куртенэ́ (пол. Zofia Baudouin de Courtenay; 2 января 1887, Дерпт, Российская империя — 28 марта 1967, Ченстохова, Польская Народная Республика) — российская и польская художница (живописец, график, художница-монументалистка). Деятельница раннего русского авангарда (конец 1900-х — первая половина 1910-х годов), от которого вскоре отошла. Член-основатель общества художников-авангардистов «Союз молодёжи» (1910). В ранних работах Бодуэн де Куртенэ соединены примитивизм (принципиально отличавшийся от неопримитивизма группы Михаила Ларионова) и церковно-народное искусство; основой мышления художницы была графическая стилизация. В монументальной живописи и витражах для католических храмов тяготела к византийской и средневековой традиции.

## Биография

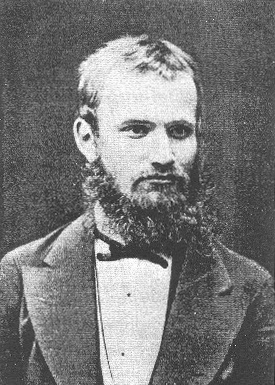
Иван Александрович (Ян Нецислав Игнаций) Бодуэн де Куртенэ — отец

София Бодуэн де Куртенэ родилась 2 января 1887 года в городе Дерпте Лифляндской губернии Российской империи (ныне город Тарту в Эстонии) в семье лингвиста Ивана Бодуэна де Куртенэ и писательницы Ромуальды Бодуэн де Куртенэ (урождённой Багницкой). По отцу происходила из аристократического французского рода Бодуэн де Куртенэ, на рубеже XVII—XVIII веков обосновавшегося в Польше. В 1893 году семья Софии Бодуэн де Куртенэ переехала в Краков, в 1900 году — в Санкт-Петербург, где её отец в 1899—1918 годах был профессором Санкт-Петербургского университета.

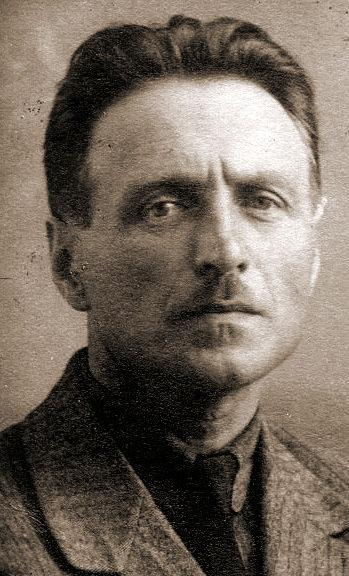
Михаил Бойчук

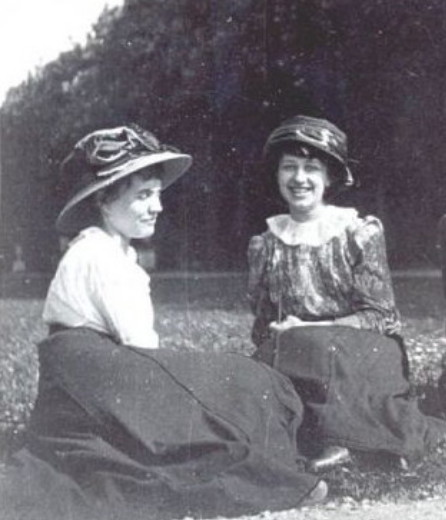
София Бодуэн де Куртенэ (слева) и Софья Налепинская

В 1905—1906 годах София Бодуэн де Куртенэ училась в студии Яна Ционглинского, в 1906—1908 годах — в частной академии Шимона Холлоши в Мюнхене. У Холлоши Бодуэн де Куртенэ познакомилась с художницей Софьей Налепинской, последовательницей и, позже, женой художника Михаила Бойчука. В 1909 году София Бодуэн де Куртенэ и Софья Налепинская вслед за Бойчуком переехали в Париж, где Бодуэн де Куртенэ занималась в Академии Рансона у Мориса Дени, Феликса Валлотона, Пьера Боннара и Поля Серюзье. Параллельно занятиям в академии училась также у Пьера Пюви де Шаванна. В 1910 году Бодуэн де Куртенэ приняла участие в Салоне Независимых в группе Бойчука, отмеченной как оригинальная «школа» Гийомом Аполлинером, Андре Сальмоном и другими критиками.
Одновременно с французскими выставками София Бодуэн де Куртенэ участвовала в целом ряде российских. Художница примыкала к «Художественно-психологической группе „Треугольник“» Николая Кульбина. В 1910 году она стала членом-основателем общества «Союз молодёжи», приняла участие в его выставках начала 1910-х годов и в оформлении театральных «Хоромных действ» «Союза молодёжи» в 1911 году (декорирование «Обрядной комнаты» совместно с Савелием Шлейфером). В 1910—1911 годах художница была экспонентом выставки «Бубновый валет». В 1910—1914 годах в числе других «бойчукистов» работала во Львове, Киевской губернии и Петербурге, где занималась реставрацией полихромии и церковных иконостасов. К 1915 году контакты Бодуэн де Куртенэ с авангардными группами сошли на нет.
Во время Первой мировой войны София Бодуэн де Куртенэ лечилась в Петрограде от туберкулёза лёгких, откуда выезжала в санатории в Финляндию. В 1917 году художница провела в Гельсингфорсе персональную выставку в рамках «Салона Стриндберга», на которой экспонировалось 80 её картин. Выставка была хорошо принята финской и шведской критикой. Один из критиков писал по поводу её работ:
Всюду они соединяют черты «примитивизма» и стремление к творению нового с содержащим первобытную старину церковно-народным искусством.

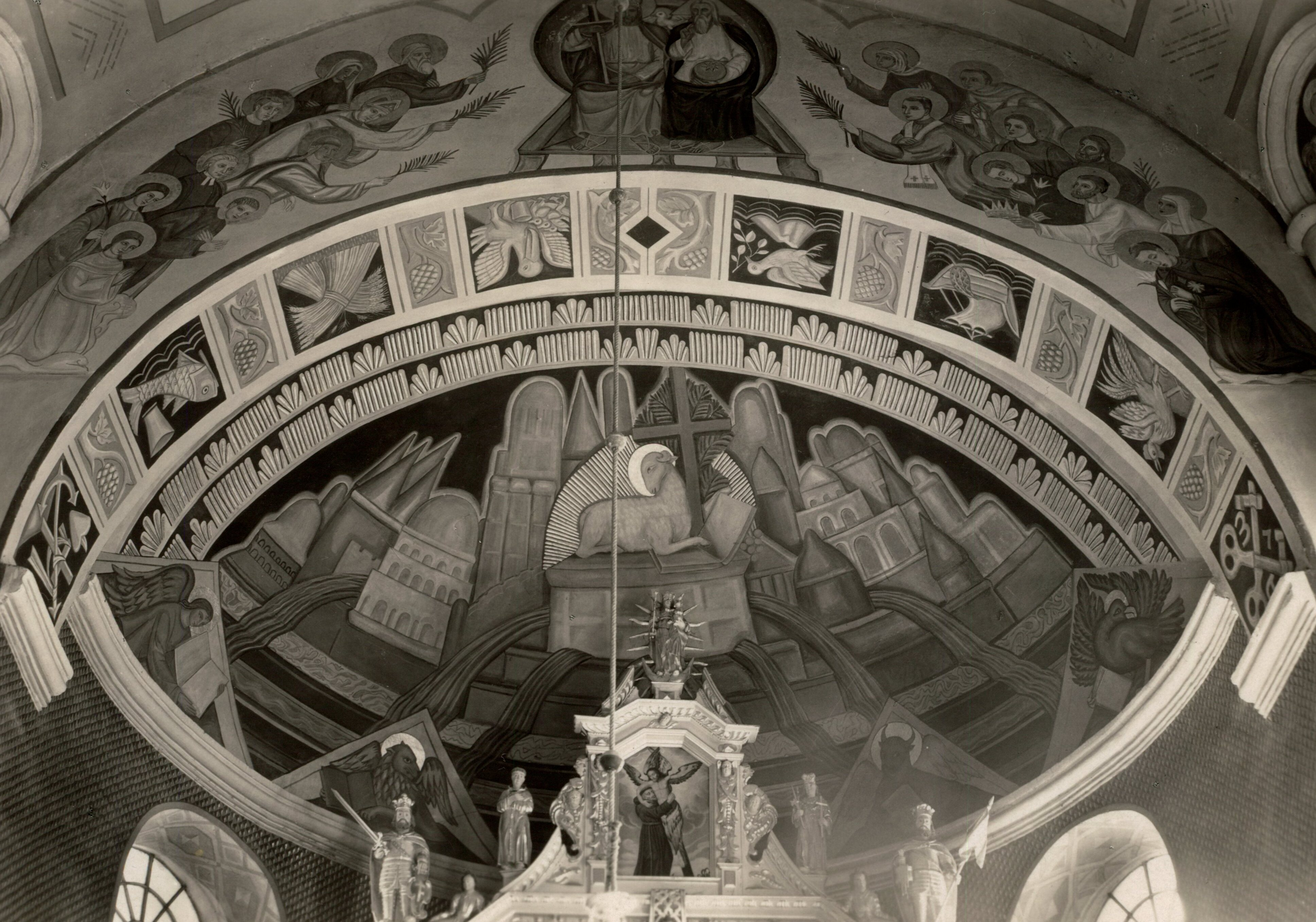
Полихромия в церкви села Chruślin

В 1918 году София Бодуэн де Куртенэ репатриировалась по праву польского происхождения в ставшую независимой от России Польшу и поселилась вместе с отцом в Варшаве. Вокруг Бодуэн де Куртенэ собралась группа художников, увлечённых монументальной живописью, среди который были Элеонора Плютыньска и Хелена Шрам. С ними она проектировала полихромии для костёла в Стараховице. Эскизы этой работы выставлялись в 1924 в Художественном салоне Чеслава Гарлиньского в Варшаве. В том же салоне в 1927 году прошла персональная выставка Бодуэн де Куртенэ.
В 1930 году художница вместе с матерью предприняла путешествие по Италии, побывав в Риме, Помпеях, Неаполе и Флоренции. По итогам путешествия ею была написана статья «Замечания по технике помпейской живописи» (Uwagi o technice malowideł ściennych pompejańskich).

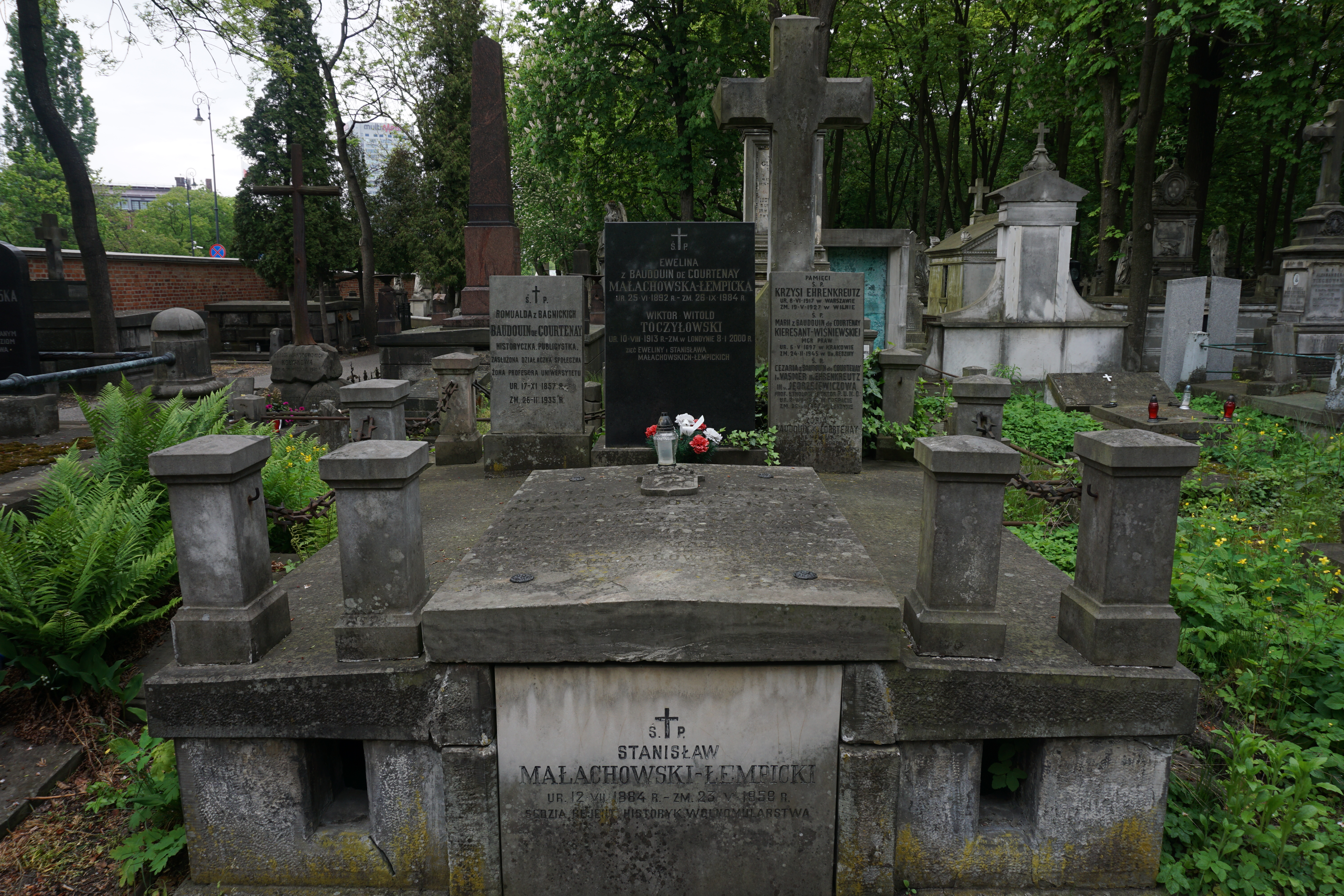
Могила Софии Бодуэн де Куртенэ в семейном склепе на Повонзковском кладбище (Старые Повонзки) в Варшаве (на фотографии правая верхняя стела, нижняя запись)

В 1935 году София Бодуэн де Куртенэ занималась проектированием витражей для костёла святой Анны в Вильно, но из-за начавшейся Второй мировой войны они не были осуществлены. Во время войны художница жила в местности Залесе-Гурне под Варшавой, где создала проект витражей для костёла в Хрусьлине.
После окончания Второй мировой войны Бодуэн де Куртенэ руководила мастерскими монументальной живописи в Высшей школе изобразительного искусства в Варшаве. Ею были выполнены росписи в византийской традиции для многих зданий Польши. София Бодуэн де Куртенэ спроектировала и выполнила монументальные полихромные ансамбли и витражи для костёлов святого Антония и святого Креста в Ченстохове, отцов Палотинов в Познани и кафедрального собора в Оливе (Гданьск).
Также занималась книжной иллюстрацией.
Умерла 28 марта 1967 года в Ченстохове. Похоронена в семейном склепе на Повонзковском кладбище (Старые Повонзки) в Варшаве (участок 21-4-4/5).

### Семья
- Родители:

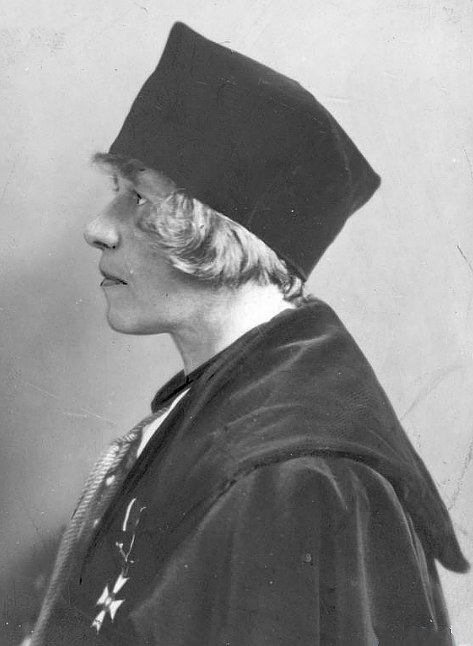
Цезария Бодуэн де Куртенэ Эренкройц Енджеевичева — старшая сестра

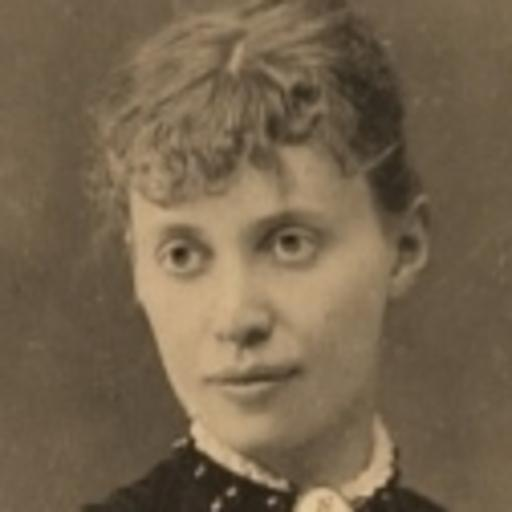
Ромуальда (Янина) Бодуэн де Куртенэ — мать

  - Отец — Иван Александрович (Ян Нецислав Игнаций) Бодуэн де Куртенэ (1845—1929), российский и польский лингвист[1].
  - Мать — Ромуальда (Янина) Ромуальдовна Бодуэн де Куртенэ (урождённая Багницкая, 1857—1935), польская писательница[1].
- Сёстры и брат:
  - Цезария Бодуэн де Куртенэ Эренкройц Енджеевичева (урождённая Цезария Ивановна Бодуэн де Куртенэ, 1885—1967) — польский историк искусства, антрополог. Была последовательно замужем за Максом Фасмером, Стефаном Эренкройцем[пол.], Янушем Енджеевичем.
  - Свентослав Бодуэн де Куртенэ (пол. Świętosław Baudouin de Courtenay, 1888—?), юрист, дипломат.
  - Эвелина Ивановна Малаховская-Лемпицкая (пол. Ewelina Małachowska-Łempicka, урождённая Бодуэн де Куртенэ, 1892—1984), польский историк.
  - Мария Кересант-Висневская (пол. Maria Kieresant-Wiśniewska, урождённая Бодуэн де Куртенэ, 1897—1945).

## Творчество

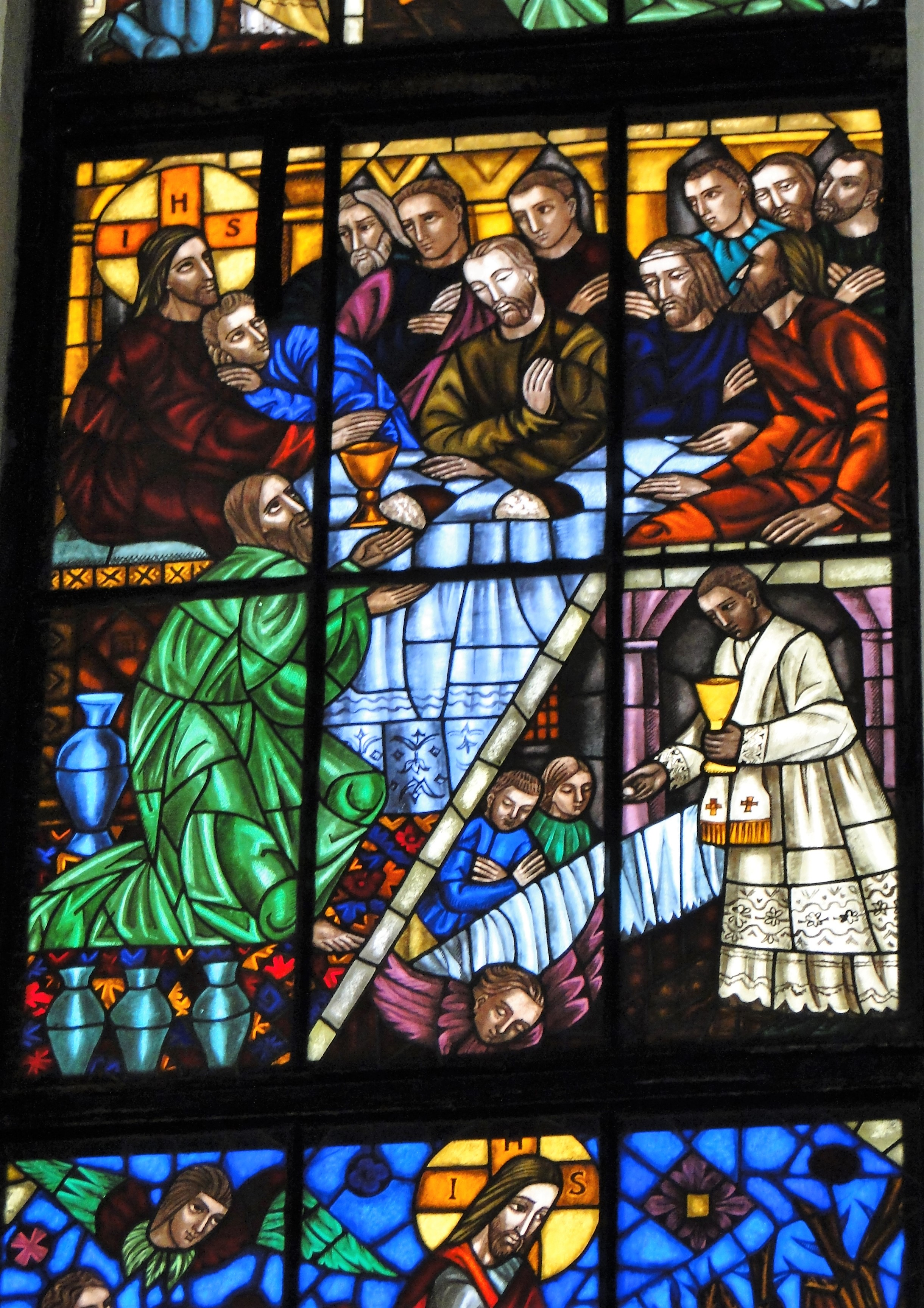
София Бодуэн де Куртенэ. «Тайная вечеря». Витраж в костёле Святого Антония в Ченстохове (1959—1965)

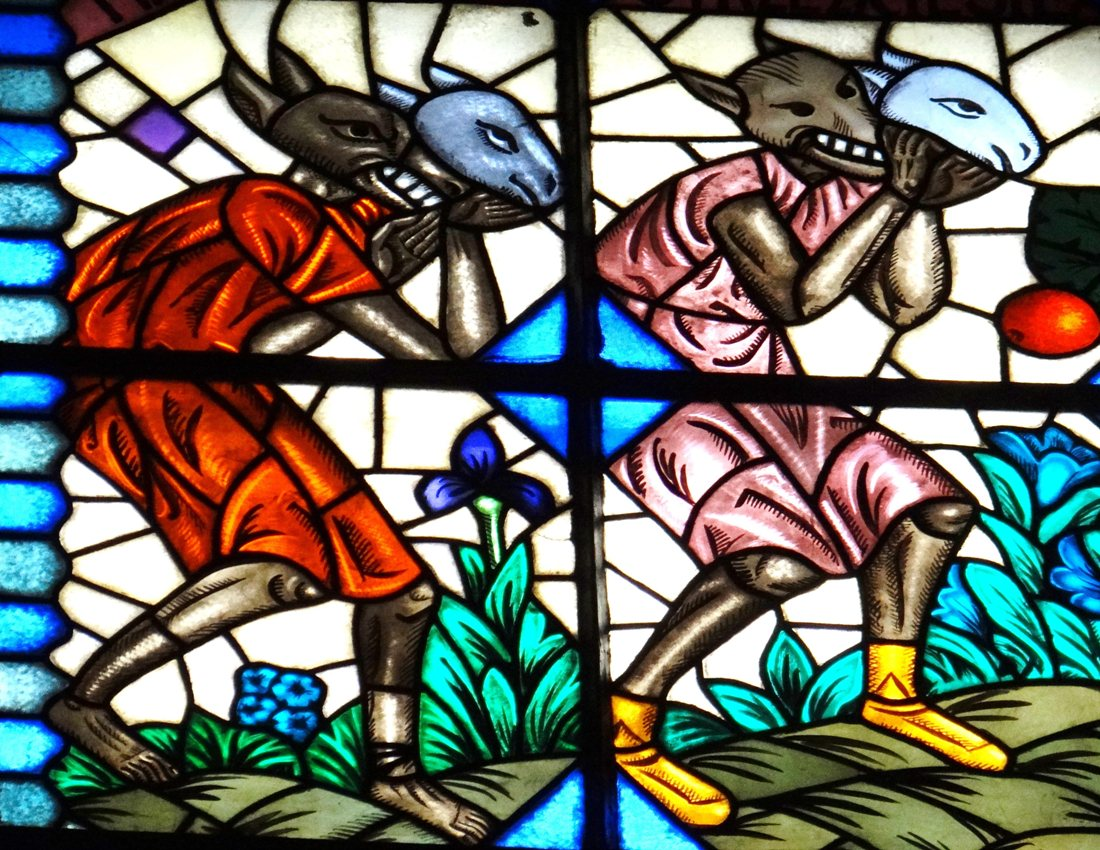
София Бодуэн де Куртенэ. «Лжепророки». Витраж в костёле Святого Антония в Ченстохове (1959—1965)

Произведения Софии Бодуэн де Куртенэ российского периода (до 1918 года), прежде всего ранние авангардные работы, почти полностью утрачены. Единичные сохранившиеся работы и воспроизведения работ этого периода в печати позволяют сделать заключение о склонности художницы к примитивизму, который, тем не менее, принципиально отличался от неопримитивизма группы Михаила Ларионова. Основой мышления Бодуэн де Куртенэ, как и многих художников петербургской школы, была графическая стилизация. В иконописи и средневековом европейском искусстве её привлекали, по замечанию искусствоведа Ирины Вакар, «трогательная наивность, хрупкость форм, чистота локального цвета». Иногда работы художницы были исполнены темперой на доске и часто представляли собой «тщательно отделанные „миниатюры“». Стилистика Бодуэн де Куртенэ во многом была близка школе «бойчукистов». Сакральное творчество Софии Бодуэн де Куртенэ (монументальная живопись и витражи для католических храмов) тяготело к византийской и средневековой традиции.

## Выставки

### Персональные выставки
- 1917 — «Салон Стриндберга», Гельсингфорс (участвовала вместе с Надеждой Войтинской-Левидовой, выставила 80 собственных произведений)[1][2]
- 1927 — Художественный салон Чеслава Гарлиньского, Варшава[2]

### Групповые выставки
- 1909 — «Импрессионисты» (в составе группы «Треугольник» Николая Кульбина), Санкт-Петербург[1]
- 1909—1910 — «Импрессионисты» (в составе группы «Треугольник» Николая Кульбина), Вильно[1]
- 1910 — Салон Независимых (в составе группы Михаила Бойчука), Париж[1]
- 1910 — «Импрессионисты» (в составе группы «Треугольник» Николая Кульбина), Санкт-Петербург[1]
- 1910 — выставка женских портретов в редакции журнала «Аполлон», Санкт-Петербург[1]
- 1910 — «Союз молодёжи», Санкт-Петербург[1]
- 1910 — «Русский Сецессион» (выставка «Союза молодёжи»), Рига[1]
- 1910—1911 — «Бубновый валет», Москва[1]
- 1911 — «Союз молодёжи», Санкт-Петербург[1]
- 1912 — «постоянная выставка» современного искусства, Художественное бюро Н. Е. Добычиной[1]
- 1913 — «постоянная выставка» современного искусства, Художественное бюро Н. Е. Добычиной[1]
- 1915 — выставка памятников русского театра из собрания Л. И. Жевержеева (эскиз к «Хоромному действу»)[1]
- 1918 — «Выставка современной живописи и рисунка», Художественное бюро Н. Е. Добычиной[1]

## Комментарии
1. ↑  По другим сведениям, София Бодуэн де Куртенэ познакомилась с Софьей Налепинской у Циоглинского, а в Мюнхене в 1906—1908 годах они учились в Художественно-промышленной школе Вильгельма фон Дебшица и в студии живописи и графики Хенрика Гейднера (см.: Бодуэн де Куртенэ София Ивановна. Искусство и архитектура русского зарубежья. Дата обращения: 9 мая 2016.).
2. ↑  По другим сведениям, в 1908 году (см.: Бодуэн де Куртенэ София Ивановна. Искусство и архитектура русского зарубежья. Дата обращения: 9 мая 2016.).
3. ↑  По другим сведениям, Налепинская и Бодуэн де Куртенэ познакомились с Бойчуком уже в Париже (см.: Бодуэн де Куртенэ София Ивановна. Искусство и архитектура русского зарубежья. Дата обращения: 9 мая 2016.).